# 伊雷堡
伊雷堡（法語：Le Bourg-d'Iré，發音：[lə buʁ diʁe] ⓘ）是法国曼恩-卢瓦尔省的一个旧市镇，属于瑟格雷区。2016年12月15日，伊雷堡与邻近的14个市镇合并为新市镇蓝色安茹地区瑟格雷，成为了蓝色安茹地区瑟格雷的委派市镇。

## 地理
伊雷堡（47°40'49"N, 0°58'2"W）面积23.03 平方千米，位于法国卢瓦尔河地区大区曼恩-卢瓦尔省，该省份为法国西部内陆省份，大致对应安茹地区，北起顺时针与马耶讷省、萨尔特省、安德尔-卢瓦尔省、维埃纳省、德塞夫勒省、旺代省、大西洋卢瓦尔省和伊勒-维莱讷省接壤。
与伊雷堡接壤的市镇（或旧市镇、城区）包括：孔布雷、卢瓦雷、努瓦扬-拉格拉瓦耶尔、尼瓦索、圣热姆当迪涅、勒特朗布莱。
伊雷堡的时区为UTC+01:00、UTC+02:00（夏令时）。

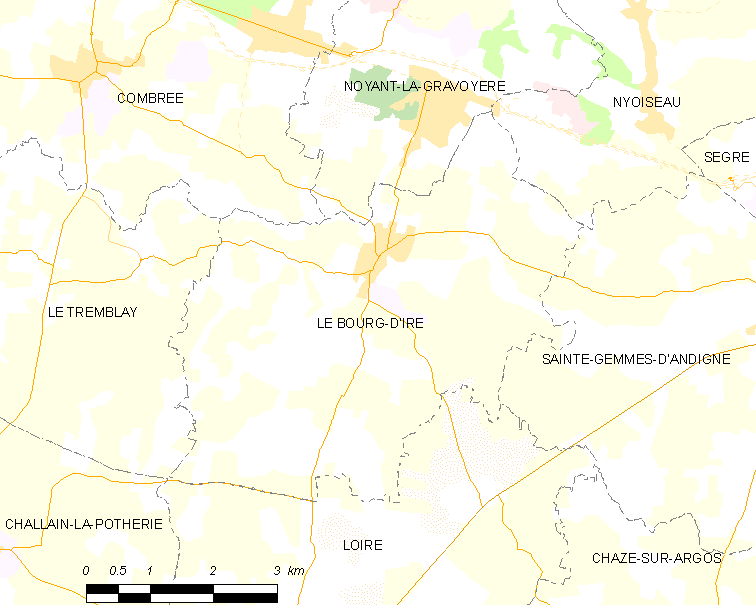
伊雷堡的OSM定位图

## 行政
伊雷堡的邮政编码为49520，INSEE市镇编码为49037。

## 政治
伊雷堡所属的省级选区为蓝色安茹地区瑟格雷县。

## 人口

1962-2008年间伊雷堡人口变化图示

伊雷堡于2018年1月1日时的人口数量为816人。